# Micromycète

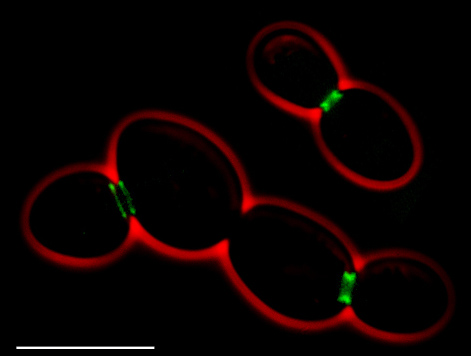
Colonie de cellules de Saccharomyces cerevisiae bourgeonnant (cicatrices de bourgeonnement en vert), vue au microscope à fluorescence.

Le groupe des micromycètes, microchampignons ou microfungi rassemble des champignons de très petite taille, voire microscopiques. 
C'est une catégorie artificielle, qui est susceptible d'évoluer, où l'on a rangé des organismes tels que la rouille, mais aussi le mildiou (qui n'est pas en fait un champignon).

Plusieurs milliers d'espèces de micromycètes vivent en symbiose avec des algues, sous la forme de lichens. 
Une partie de ces espèces font partie du microbiote humain, animal, végétal... et certaines peuvent être pathogènes.

## Classification
Les micromycètes constituent un groupe paraphylétique artificiel, créé pour des raisons de commodité. 

Ils se distinguent des macromycètes uniquement par l'absence d'un grand corps de fructification multicellulaire. 

## Habitats, répartition

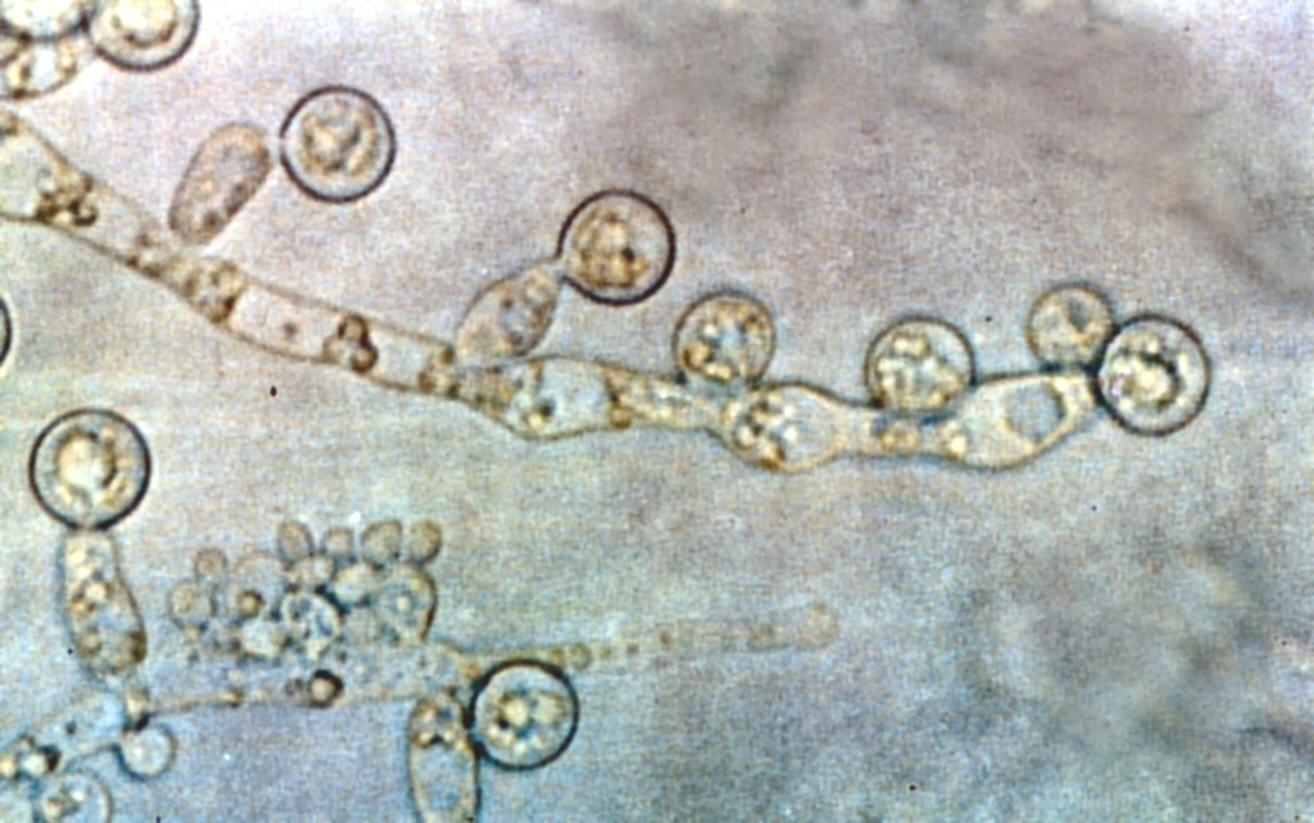
Candida albicans, espèce retrouvée notamment dans l'intestin humain en tant qu'organisme commensal.

Hormis dans les milieux très extrêmes, les micromycètes sont fréquents à omniprésents dans tous les environnements terrestres, d'eau douce, marins et jusque dans le corps humain (bouche et tube digestif, peau, ongles, cheveux…). 
Des micromycètes croissent dans et sur les plantes, les sols, l'eau, les insectes, la panse du bétail et d'animaux sauvages notamment, et sur la peau (humaine y compris).

## Description
Ils présentent un tube d'extrémité de croissance et des parois cellulaires composé de chitine (un polymère de N-acétylglucosamine).

L'essentiel du corps fongique est constitué de fils microscopiques (hyphes) qui s'étendent au travers du substrat dans lequel il grandit. 

Le mycélium des micromycètes produit des milliers de minuscules spores, qui sont dans la plupart des cas aéroportées, ce qui permet la dissémination du champignon (l'eau ou des animaux peuvent aussi jouer un rôle de vecteur pour certaines espèces). 

## Utilisations
- Certains contribuent à la production de fromages.
- D'autres sont à l'origine de puissants médicaments: les espèces du genre Penicillium par exemple, sont à l'origine d'une des familles d'antibiotiques les plus utilisés : la pénicilline découverte par Sir Alexander Fleming en 1928.
- D'autres (Fusarium venenatum par exemple) servent à produire une mycoprotéine alimentaire.

## Rôles
Beaucoup d'espèces microscopiques sont utiles et nécessaires, dont les saprotrophes du sol, des excréments, de la litière et du bois-mort qu'elles contribuent à décomposer et recycler.
D'autres micromycètes des genres Penicillium, Aspergillus et Neurospora contribuent à détériorer la nourriture (fruits, pain notamment).

## Pathogénicité

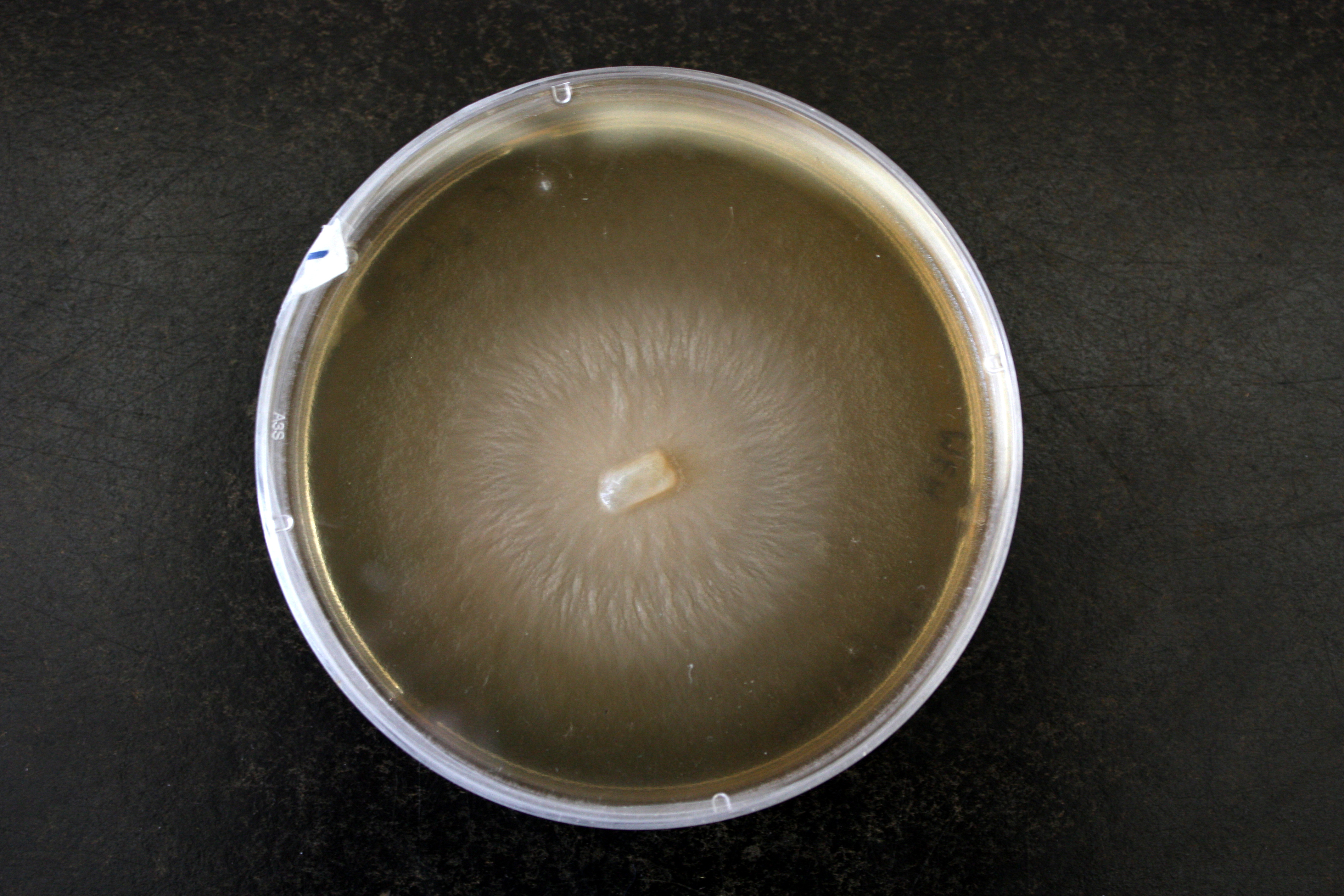
Ophiostoma ulmi, responsable de la maladie hollandaise de l'orme.

Certains micromycètes provoquent des maladies de plantes, d'animaux ou d'autres champignons avec des impacts sanitaires et économiques variables selon l'espèce et le contexte. Quelques espèces affectent l'humain (maladies de peau notamment  par exemple induite par des microchampignons du genre Trichophyton). 
En agriculture ou arboriculture ou dans les cultures intensives d'arbres (populicultures, cultures d'eucalyptus…), certains micromycètes peuvent provoquer des maladies d'une sévérité légère à désastreuses (dont en termes de coûts), avec  quelques cas  paradoxaux de micromycètes dégradant certains aliments, mais produisant du fromage, ou  Botrytis cinerea qui est un pathogène pour diverses cultures mais qui est aussi responsable de la  pourriture noble  nécessaire à la production de vins tels que les Sauternes. 
La famine qui a touché l'Irlande était due à Phytophthora infestans, un microchampignon qui, au XIXe siècle, a ravagé les monocultures de pommes de terre implantées en Irlande (île). Plus récemment la maladie hollandaise de l'orme a ravagé les ormaies et bocages de toute l'Europe à cause de Ophiostoma ulmi. La pyriculariose causée par le microscopique champignon phytopathogène ascomycète  Magnaporthe grisea a dévasté de vastes cultures de céréales, y compris de riz, blé et mil. Dans les maisons et l'environnement bâti, le champignon  Stachybotrys chartarum cause des dommages sur les murs et le mobilier humide. Il cause aussi des allergies, cause du syndrome du bâtiment malsain.
Certaines espèces peuvent aussi s'avérer problématique pour la santé humaine, en cas d'immunodépression ou durant une antibiothérapie), par exemple.
Exemple de maladies épidermiques microfongiques :
- Pied d'athlète
- Tinea
- Candidose (mycoses à Candida)
- Mycoses diverses

## Diversité
Elle est encore mal connue. 
Mesure de la diversité :

Par exemple, aux États-Unis, environ 13 000 espèces de champignons microscopiques ont été identifiées sur les végétaux ou produits végétaux. Si l'on se base sur le nombre d'espèces rapportées par la littérature et ceux qui sont représentés dans les collections des musées et laboratoires, le nombre de champignons microscopiques connus aux États-Unis est estimé à 29 000 espèces. 
Dans les régions du monde où les champignons ont été bien étudiés, le rapport de la plante vasculaire à des champignons est d'environ 6-1 . Ceci laisse penser qu'il devrait y avoir jusqu'à 120 000 espèces de champignons aux États-Unis  et au moins 1,5 million dans le monde entier.

De nouveaux moyens techniques issus de la biologie moléculaire permettent de mesurer la diversité d'un sol en champignons sans avoir besoin d'en connaitre les espèces. 
Importance du Bois-mort, du climat, du microclimat pour les microchampignons : 

Une étude canadienne a comparé dans le nord de l'Alberta les microchampignons hôtes de troncs morts couchés. Ces troncs étaient ceux d'une essence feuillue (Populus tremuloides Michx.) et d'un résineux (Picea glauca (Moench) Voss). Les arbres ont été inventoriés à plusieurs stades de décomposition, d'une part en forêt non-perturbée, et d'autre part sur des sites perturbés (échantillons faits 1, 14 et 28 ans après un feu ou une coupe). Les échantillons ont été mis en culture sur 6 milieux différents durant 24 mois, produisant près de 10 000 isolats de 292 espèces de champignons filamenteux, dont 41 ascomycètes, 29 zygomycètes, et 222 champignons mitosporiques. Trichoderma viride, Rhinocladiella atravirens, Penicillium pinophilum, et Mortierella ramanniana étaient les espèces dominantes. L'étude a confirmé que c'est l'espèce d'arbre (essence) impliquée qui est le facteur le plus prédictif pour la composition et l'ordination des communautés microfongiques du bois mort. Vient ensuite le stade de décomposition. L'étude montre aussi que la richesse spécifique (nombre d'espèce) est plus élevée dans le bois-mort des zones non-perturbés, et que les sites récemment perturbés sont les plus pauvres en microchampignons.  Un autre facteur important est la teneur en eau du tronc mort (qui croît avec le stade de décomposition), et qui est  « significativement corrélée aux facteurs climatiques » (dont micro-climat).